# 深浦町立いわさき小学校
深浦町立いわさき小学校（ふかうらちょうりつ いわさきしょうがっこう）は、青森県西津軽郡深浦町大字正道にある公立小学校である。

## 概要
旧岩崎村地区を学区とし、学区内には世界遺産にも指定されている白神山地や十二湖、日本キャニオンなどがある。

また、二級へき地学校に認定されている。

### 児童数
Gaccom - 深浦町立いわさき小学校の記載より（2021年現在）。
| 学年 | 1年 | 2年 | 3年 | 4年 | 5年 | 6年 | 特別支援   | 合計 |
| ---- | --- | --- | --- | --- | --- | --- | ---------- | ---- |
| 学級 | 0   | 0.5 | 0.5 | 0.5 | 0.5 | 1   | 2          | 6    |
| 児童 | 0   | 6   | 6   | 7   | 3   | 6   | 2 （内数） | 28   |

- 学級数「0.5」は、複式学級を表す。

## 沿革
- 1875年（明治8年）11月25日 - 創立開校。
- 1881年（明治14年） - 弘道小学校に改称。
- 1887年（明治20年）
  - 4月1日 - 岩崎尋常小学校に改称。
  - 10月 - 沢辺・正道尻の両小学校を併合。
- 1891年（明治24年）
  - 7月 - 岩崎尋常小学校沢辺分教場再開校。
  - 時期不明 - 岩崎尋常小学校正道尻分教場再開校。
- 1892年（明治25年）
  - 7月 - 沢辺分教場が独立し、沢辺尋常小学校となる。
  - 時期不明 - 正道尻分教場が独立し、正道尻尋常小学校となる。
- 1896年（明治29年） - 校舎を総2階建に改造。
- 1899年（明治32年）4月 - 高等科併置し、岩崎尋常高等小学校と改称。
- 1901年（明治34年）11月25日 - 校舎新築移転。
- 1909年（明治42年）
  - 4月11日 - 13時頃に発生した火災（岩崎大火）により、校舎焼失。民家3か所を仮校舎として、授業を行う。
  - 10月5日 - 校舎新築。
  - 11月9日 - 校舎落成・移転。
- 1910年（明治43年）8月11日 - 屋内運動場が新築落成。
- 1911年（明治44年）
  - 4月1日 - 正道尻・沢辺の両尋常小学校を併置し、岩崎尋常高等小学校の分教場となる。
  - 8月15日 - 平屋建ての教室を増築。
- 1918年（大正7年）9月23日 - 正道尻分教場校舎が暴風により、大破。個人宅を借用し、約2か月間授業を行う。
- 1921年（大正10年） - 沢辺分教場が字吉花112番地に移転。
- 1923年（大正12年）
  - 1月 - 本校に岩崎農業補習学校が併設。
  - 10月 - 正道尻分教場が、字小磯から、森山字島田50番地に移転。
  - 12月 - 校舎・教室を増築。
- 1926年（大正15年）9月 - 岩崎農業補習学校に充当青年訓練所併設。
- 1928年（昭和3年）
  - 1月15日 - 校旗樹立。
  - 7月15日 - 岩崎補校に水産科加設し、岩崎農業水産補習学校となる。
- 1935年（昭和10年）4月1日 - 青年学校令施行により、実業補習学校と青年訓練所が統合され、岩崎青年学校設置。
- 1937年（昭和12年）
  - 4月1日 - 校舎新築の為、1学期中は2部授業を実施。
  - 9月1日 - 大字松原に校舎新築し、落成移転。同日、岩崎青年学校同地に移転。
- 1941年（昭和16年）4月1日 - 国民学校令により、岩崎国民学校となる。
- 1947年（昭和22年）4月1日 - 学校教育法(旧法)施行により、岩崎村立岩崎小学校となる。同日、岩崎中学校が創立され、本校に併置。高等科生を中学校に移籍。
- 1948年（昭和23年）3月31日 - この日をもって、岩崎青年学校が廃止された。
- 1949年（昭和24年）2月26日 - 沢辺分校校舎を改築、落成し、落成式挙行。
- 1951年（昭和26年）7月22日 - 岩崎中学校校舎が竣工し、小学校校舎から移転。
- 1952年（昭和27年）5月18日 - 仁瀬分校設置。
- 1955年（昭和30年）11月3日 - 創立80周年記念式典挙行。同日、校歌制定。
- 1958年（昭和33年）7月4日 - 仁瀬開拓地の集落離散により、仁瀬分校廃校。
- 1969年（昭和43年）9月10日 - 鉄筋コンクリート3階建の新校舎落成。本校・正道尻分校・沢辺分校の児童を収容。分校から通う児童に対しては、通学バスを運行。
- 1975年（昭和50年）11月25日 - 創立100周年記念式典挙行し、祝賀会開催。
- 2004年（平成16年）4月1日 - 岩崎南小学校を統合し、いわさき小学校と改称[2]。
- 2005年（平成17年）3月31日 - 町村合併により、深浦町立いわさき小学校と改称。
- 2007年（平成19年）7月 - 統合新校舎建設着工[3]。
- 2008年（平成20年）2月 - 統合新校舎完成[3]。
- 2017年（平成29年）4月 - この年度から、児童数減少により、複式学級導入[4][5]。

## 学区
沢辺、岩崎、正道尻、久田、森山、松神、黒崎、大間越。

## 周辺
- 深浦町立岩崎中学校 - 敷地が隣接していたが、2022年（令和4年）3月31日をもって閉校となった。
- 国道101号[6]
- JR東日本五能線陸奥岩崎駅[6]
- 岩崎スポーツセンター[6]

## アクセス
- JR東日本五能線陸奥岩崎駅から、約1.1km・自動車約3分、徒歩約17分。
- 弘南バス十二湖線（夏季のみ運行）「正道尻」バス停から、徒歩約280m・約5分。

## 参考資料
- 『岩崎村史 年表』（岩崎村・1992年1月31日発行）149頁「明治期」から327頁「昭和後期・平成期」
- 「学校沿革 小学校 岩崎小学校」『青森県教育史 別巻』青森県教育委員会、1973年12月20日、774頁。ASIN B000J7JCJY。